# Cercospora glauciana
Cercospora glauciana är en svampart som beskrevs av Viégas 1945. Cercospora glauciana ingår i släktet Cercospora och familjen Mycosphaerellaceae.   Inga underarter finns listade i Catalogue of Life.